# Песнь о Вёлунде
Песнь о Вёлюнде (Völundarkviða) — древнескандинавское произведение (песня) из сборника исландских песней о богах и героях скандинавской мифологии — Старшей Эдды (Песенная Эдда, Эдда Сэмунда). Песня была записана во второй половине XIII века исландским учёным Самундом Мудрым, однако возникла она гораздо раньше и передавалась в устном фольклоре.

## Содержание
В Песне о Вёлунде повествуется о том, как три сына финского коннунга (Finnakonungs) Слагфид (Slagfiðr), Эгиль (Egill) и Вёлунд женились на трёх валькириях (valkyrjur): Хладгут, Хервёр и Эльрун. Первые две были дочерьми конунга Хледвера (Hlöðvés), а третья дочь Кьяра из Валланда. Эгиль взял жёны Эльрун, Слагфит — Хладгут, а Вёлунд — Хёрвер. Они жили в доме в Ульвдалире (Úlfdali) на берегу озера Ульвсъяр (Úlfsjár: волчье озеро). 
На девятый год валькирии умчались в поисках битв. Слагфид и Эгиль отправились на их поиски, а Вёлунд остался дома и стал искусным ювелиром. Конунг ньяров Нидуд (Níðuðr) велел своим воинам схватить Вёлунда, он снял кольцо с лыковой верёвки Вёлунда и отдал его своей дочери Бёдвильд, а сам стал носить меч Вёлунда. После этого жена Нидуда, очевидно боясь мести Вёлунда, посоветовала своему мужу подрезать Вёлунду сухожилия и заточить его на острове Сварстёд (Sævarstöð). Так и было сделано: Вёлунду подрезали сухожилия ниже колен и заточили на острове, где он изготавливал для Нидуда всяческие драгоценности, никто кроме конунга не смел посещать Вёлунда. Двое сыновей Нидуда вздумали посмотреть на сокровища. Они отправились на остров Сварстёд. Вёлунд заманил обоих, отрезал им головы, из черепов сделал чаши и послал их Нидуду, отмстив таким образом. Потом Вёлунд соблазнил дочь Нидуда, Бёдвильд, после чего бежал с острова при помощи самодельных крыльев.